# Asarkina bhima
Asarkina bhima är en tvåvingeart som beskrevs av Ghorpade 1994. Asarkina bhima ingår i släktet Asarkina och familjen blomflugor. Inga underarter finns listade i Catalogue of Life.